# Fútbol en los Juegos Panafricanos de 2007
El Fútbol en los Juegos Panafricanos de 2007 se llevó a cabo entre el 10 y 23 de julio de 2007.

## Primera Fase

### Grupo A
| Equipo    | Pts | PJ | PG | PE | PP | GF | GC | GD |
| --------- | --- | -- | -- | -- | -- | -- | -- | -- |
| Camerún   | 7   | 3  | 2  | 1  | 0  | 3  | 0  | 3  |
| Túnez     | 5   | 3  | 1  | 2  | 0  | 3  | 2  | 1  |
| Sudáfrica | 3   | 3  | 1  | 0  | 2  | 3  | 4  | -1 |
| Ghana     | 1   | 3  | 0  | 1  | 2  | 1  | 4  | -3 |

| Fecha       | Hora |           | Resultado |           |
| ----------- | ---- | --------- | --------- | --------- |
| 10 de julio |      | Ghana     | 0-1       | Camerún   |
| 10 de julio |      | Sudáfrica | 1-2       | Túnez     |
| 13 de julio |      | Camerún   | 0-0       | Túnez     |
| 13 de julio |      | Ghana     | 0-2       | Sudáfrica |
| 16 de julio |      | Camerún   | 2-0       | Sudáfrica |
| 16 de julio |      | Túnez     | 1-1       | Ghana     |

### Grupo B
| Equipo  | Pts | PJ | PG | PE | PP | GF | GC | GD |
| ------- | --- | -- | -- | -- | -- | -- | -- | -- |
| Guinea  | 7   | 3  | 2  | 1  | 0  | 6  | 4  | 2  |
| Zambia  | 5   | 3  | 1  | 2  | 0  | 5  | 3  | 5  |
| Argelia | 4   | 3  | 1  | 1  | 1  | 4  | 4  | 0  |
| Egipto  | 0   | 3  | 0  | 0  | 3  | 4  | 8  | -4 |

| Fecha       | Hora |         | Resultado |         |
| ----------- | ---- | ------- | --------- | ------- |
| 10 de julio |      | Guinea  | 1-1       | Zambia  |
| 10 de julio |      | Argelia | 2-1       | Egipto  |
| 13 de julio |      | Zambia  | 3-1       | Egipto  |
| 13 de julio |      | Guinea  | 2-1       | Argelia |
| 16 de julio |      | Zambia  | 1-1       | Argelia |
| 16 de julio |      | Egipto  | 2-3       | Guinea  |

## Segunda Fase

### Semifinal
| Fecha       | Hora |         | Resultado |        |
| ----------- | ---- | ------- | --------- | ------ |
| 19 de julio |      | Camerún | 2-1       | Zambia |
| 19 de julio |      | Guinea  | 1-0       | Túnez  |

### Tercer Puesto
| Fecha       | Hora |        | Resultado |       |
| ----------- | ---- | ------ | --------- | ----- |
| 22 de julio |      | Zambia | 0-1       | Túnez |

### Final
| Fecha       | Hora |         | Resultado |        |
| ----------- | ---- | ------- | --------- | ------ |
| 23 de julio |      | Camerún | 1-0       | Guinea |

|         |
| Campeón |
| Camerún |

- Datos: Q5466079